# 曾延毅旧居
曾延毅旧居建于1930年，是中华民国时期原天津市公安局局长曾延毅在天津的故居。位于当时的天津英租界的科伦坡道（Colombo Road）（今和平区常德道1号），该建筑目前是一般保护等级历史风貌建筑,并作为天津五大道近代建筑群的重要组成部分，被中华人民共和国国务院批准为全国重点文物保护单位。

## 建筑
曾延毅旧居为一座欧洲中世纪风格的三层楼房，该建筑坐西朝东，正门处设有退台式圆台阶，上面建有扇形遮雨檐，二楼设有圆形阳台。